# سفارة روسيا في البرتغال
سفارة روسيا في البرتغال هي أرفع تمثيل دبلوماسي لدولة روسيا لدى البرتغال. تقع السفارة في لشبونة وهي تهدف لتعزيز المصالح الروسية في البرتغال.

## وصلات خارجية
- قائمة سفارات روسيا
- قائمة السفارات في البرتغال